# 倾斜碘泡虫
倾斜碘泡虫（学名：Myxobolus obliquoides）为碘泡科碘泡虫属的动物。在中国，分布于湖北、浙江等，营寄生生活，寄生在青鱼的鳃、脾、肾。